# Sorush Ahmadi
Sorush Ahmadi (17 de septiembre de 1996) es un deportista iraní que compite en taekwondo. Ganó una medalla de plata en el Campeonato Mundial de Taekwondo de 2019, y una medalla de plata en el Campeonato Asiático de Taekwondo de 2018.

## Palmarés internacional
| Campeonato Mundial  | Campeonato Mundial           | Campeonato Mundial | Campeonato Mundial |
| Año                 | Lugar                        | Medalla            | Categoría          |
| ------------------- | ---------------------------- | ------------------ | ------------------ |
| 2019                | Mánchester (Reino Unido)     | Medalla de plata   | –63 kg             |
| Campeonato Asiático |                              |                    |                    |
| Año                 | Lugar                        | Medalla            | Categoría          |
| 2018                | Ciudad Ho Chi Minh (Vietnam) | Medalla de plata   | –63 kg             |